# مانیاچه
مانیاچه (به ایتالیایی: Maniace) یک کومونه در ایتالیا است که در استان کاتانیا واقع شده‌است.

## خصوصیات
مانیاچه ۳۵٫۹ کیلومترمربع مساحت و ۳٬۶۰۶ نفر جمعیت دارد و ۷۸۷ متر بالاتر از سطح دریا واقع شده‌است.